# Giannos Kougioumtzian
Giannos Kougioumtzian (griechisch Γιάννος Κουγιουμτζιάν; * 8. Januar 1997 in Nikosia) ist ein zyprischer Skirennläufer.

## Karriere
Giannos Kougioumtzian nahm im Dezember 2013 erstmals an FIS-Rennen teil. Zwei Jahre später nahm er am Europäisches Olympisches Winter-Jugendfestival teil. Bei den Alpine Skiweltmeisterschaften 2017 belegte er im Slalom den 78. und 2019 den 47. Platz. Bei den Olympischen Winterspielen 2022 in Peking war Kougioumtzian der einzige Athlet seines Landes und gleichzeitig auch dessen Fahnenträger. Im Riesenslalom belegte er den 42. Platz, im Slalomrennen hingegen schied er aus. Ein Jahr später nahm er zum dritten Mal an den Alpinen Skiweltmeisterschaften in Courchevel teil.

## Familie
Giannos Kougioumtzian ist der Sohn der ehemaligen Skirennläuferin Lina Aristodimou, die unter anderem der ersten Winter-Olympiamannschaft Zyperns bei den Olympischen Winterspielen 1980 angehörte. Sein Onkel Sokratis Aristodimou war ebenfalls Skirennläufer und nahm an den Olympischen Winterspielen 1988 teil.

## Erfolge

### Olympische Winterspiele
- Peking 2022: 42. Riesenslalom, DNF Slalom

### Weltmeisterschaften
- St. Moritz 2017: 78. Riesenslalom, DNQ Slalom
- Åre 2019: 96. Riesenslalom, 47. Slalom
- Cortina d’Ampezzo 2021: 36. Slalom
- Courchevel/Méribel 2023: 50. Riesenslalom, DNF Slalom

### Europäisches Olympisches Jugend Festival
- Vorarlberg/Liechtenstein 2015: 42. Slalom, 65. Riesenslalom

### Weitere Erfolge
- 5 Platzierungen unter den besten 5 bei FIS-Rennen